# Secretaría de Estado de la Santa Sede
La Secretaría de Estado de la Santa Sede (en latín Secretaria Status, en italiano Segreteria di Stato) es el dicasterio más antiguo en la curia romana, y el que colabora más de cerca con el sumo pontífice en el ejercicio de su misión en la Iglesia católica. Es presidida por el secretario de Estado y desempeña todas las funciones políticas y diplomáticas de la Santa Sede. La Secretaría se divide en dos secciones, la Sección de Asuntos Generales y la Sección de Relaciones con los Estados, conocidas como la Primera Sección y Segunda Sección, respectivamente. Creada en el siglo XV, es ahora el dicasterio que más participa en la coordinación de las actividades de la Santa Sede. Es dirigida por el cardenal secretario de Estado.
Desde el 9 de mayo de 2025, tras la elección del Papa León XIV el cargo está ocupado por Pietro Parolin, quien ya ejercía el cargo desde el año 2013 en el pontificado del Papa Francisco.

## Origen histórico de la Secretaría de Estado
Su origen se remonta al 31 de diciembre de 1487, cuando fue instituida la Secretaria Apostólica en la que figuraba el llamado Secretarius domesticus con carácter preeminente sobre los demás dicasterios. León X establece el Secretarius intimus que se consolida en el Concilio de Trento. Con Inocencio X se realiza una unificación de los organismos, reforzando la Secretaría de Estado. Será con Pablo VI, en cumplimiento de los acuerdos del Concilio Vaticano II, cuando la Secretaría toma su forma definitiva. El 28 de junio de 1988, mediante la Constitución Apostólica Pastor Bonus, Juan Pablo II regula la Secretaría en las dos secciones hoy vigentes.

## Las secciones de la Secretaría de Estado
Siempre según la regulación de la Constitución Pastor bonus, la Secretaría de Estado está dirigida por un cardenal y se divide en: el Sustituto de la Secretaría de Estado (dirigido por tradición por un arzobispo) encargado del despacho de los asuntos corrientes del Papa y que coordina los demás dicasterios de la Curia y otros organismos de la Santa Sede; la Sección de relaciones con los Estados que ejerce funciones similares a las de un Ministerio de Asuntos Exteriores o Departamento de Estado en otros países.

### Sección de Asuntos Generales
La Sección de Asuntos Generales, o primera sección, se encarga de las operaciones normales de la Iglesia.  La primera sección organiza las actividades de la Curia y los nombramientos en las oficinas curiales, mantiene documentos y papales, mantiene el sello papal y el anillo del Pescador, se ocupa de las preocupaciones de las embajadas ante la Santa Sede y publica las comunicaciones oficiales. En el extranjero, la primera sección se encarga de organizar las actividades de los nuncios de todo el mundo en sus actividades relacionadas con la iglesia local.
La primera sección está dirigida por un arzobispo conocido como sustituto para Asuntos Generales o, más formalmente, sustituto de Asuntos Generales de la Secretaría de Estado. El actual sustituto es monseñor Edgar Peña Parra.

### Sección para las Relaciones con los Estados
La Sección para las Relaciones con los Estados es responsable de las interacciones de la Santa Sede con los gobiernos civiles. La segunda sección organiza las acciones de los nuncios con el gobierno local, entre los concordatos y tratados con otros Estados, y representa a la Santa Sede en las organizaciones internacionales, como el de las Naciones Unidas. La segunda sección también participa en la organización de las diversas Iglesias particulares en comunión con Roma en relación con la Congregación para las Iglesias Orientales, y el nombramiento de obispos a las diócesis en relación con la Congregación para los Obispos.
La segunda sección está encabezada por un arzobispo conocido como el "Secretario de Relaciones con los Estados". La secretaría es con frecuencia llamada el "canciller de la Ciudad del Vaticano". El actual Secretario de Relaciones con los Estados es monseñor Paul Richard Gallagher.

### Sección para el Personal de Planta Piplomático
La Sección para el Personal de Planta Diplomático de la Santa Sede, conocida como Tercera Sección, fue instituida en noviembre de 2017 y se ocupa de las cuestiones relativas al personal del servicio diplomático de la Santa Sede.

## Secretarios de Estado desde 1800
Por orden cronológico inverso, los cardenales Secretarios de Estado han sido:
- Pietro Parolin (2013-actual)
- Tarcisio Bertone (2006-2013)
- Angelo Sodano (1990-2006)
- Agostino Casaroli (1979-1990)
- Jean-Marie Villot (1969-1979)
- Amleto Giovanni Cicognani (1961-1969)
- Domenico Tardini (1958-1961)
- Luigi Maglione (1939-1944)
- Eugenio Pacelli (1930-1939)
- Pietro Gasparri (1914-1930)
- Domenico Ferrata (1914)
- Rafael Merry del Val (1903-1914)
- Mariano Rampolla del Tindaro (1887-1903)
- Lodovico Jacobini
- Lorenzo Nina (1878-1881)
- Alessandro Franchi (1878)
- Giovanni Simenoni (1876-1878)
- Giacomo Antonelli  (1848-1876)
- Giovanni Soglia  (1848)
- Anton Francesco Orioli (1848)
- Giacomo Antonelli (1848)
- Giuseppe Bofondi (1848)
- Gabriele Ferretti
- Pasquale Gizzi (1846-1847)
- Luigi Lambruschini (1836-1845)
- Tommaso Bernetti (1831-1836)
- Giuseppe Albani
- Tommaso Bernetti
- Giulio Maria Della Somaglia
- Ercole Consalvi
- Bartolomeo Pacca
- Giulio Gabrielli
- Giuseppe Doria Pamphily
- Filippo Casoni
- Ercole Consalvi

## 
- Portal:Iglesia católica. Contenido relacionado con Iglesia católica.

- Datos: Q644545
- Multimedia: Secretariat of State / Q644545